# Airbus A300
O Airbus A300 é um avião de médio alcance, sendo o primeiro bimotor de fuselagem larga (widebody) da história da aviação, bem como a primeira aeronave produzida pela Airbus S.A.S.. O primeiro voo deste significativo avião foi feito em 28 de outubro de 1972, e a aeronave foi fabricada pela Airbus de 1972 até 2007, tendo sido aperfeiçoada tecnologicamente ao longo dos anos pela Airbus, sendo que muitas unidades do A300 ainda voam nos dias de hoje graças a modernização do painel de instrumentos. É capaz de transportar cerca de 280 passageiros percorrendo médias distâncias. Vendeu cerca de 561 unidades.

## História

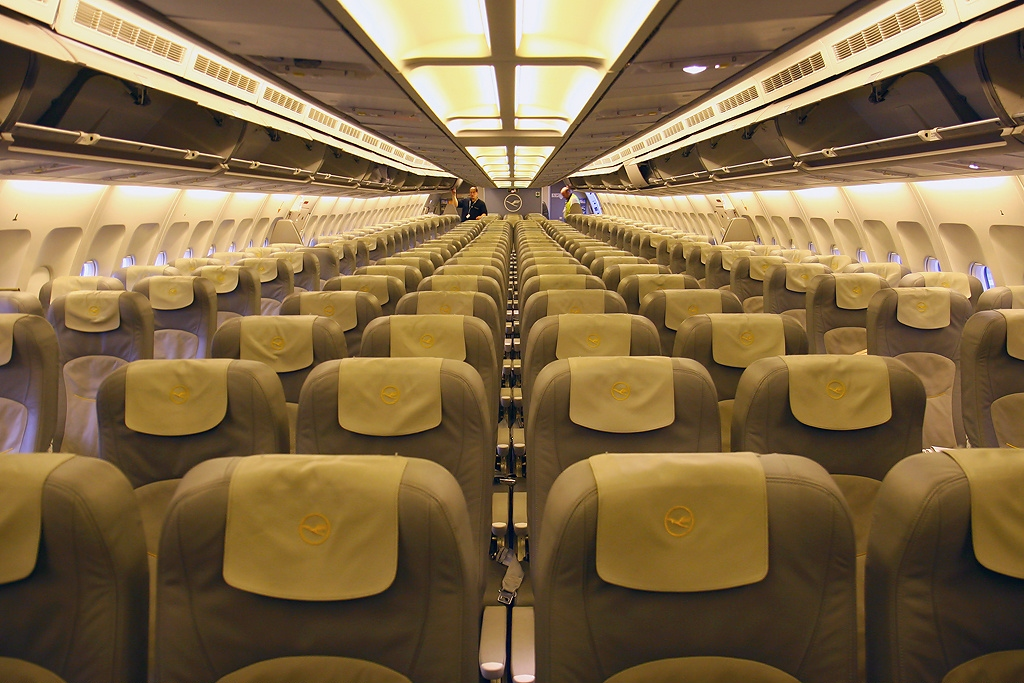
Interior de um A300 na configuração 2-4-2.

Nos anos 70, o mercado americano competia internamente pela produção de um wide-body, tipo de avião novo em sua época. Enquanto isso, o mercado europeu não tinha aviões tão conhecidos fora do continente, exceto pelo BAC 1-11 e o Sud Aviation Caravelle, além de um avião grane era necessário para rotas curtas na Europa. Por isso, empresas da Alemanha Ocidental, França, Reino Unido e Espanha fizeram um memorando para projetarem em conjunto um novo avião europeu. Foi organizado que a Sud Aviation construiria a cabine principal, a parte central inferior da fuselagem e os sistemas de controle, a britânica Hawker Siddeley faria as asas, as empresas alemãs fariam as partes dianteira, traseira e superior da fuselagem, e o CASA espanhol faria os elementos móveis das asas e a "cauda horizontal". Não tinha um projeto em conjunto europeu tão grande desde o lançamento do anglo-francês Concorde. O Airbus A300 foi a primeira aeronave do consórcio Airbus, formado pela França, Alemanha Ocidental, Grã Bretanha e Espanha. Foi lançado no início dos anos 70 e sua fabricação em série começou em maio de 1974, sendo o primeiro wide body (cabine larga) bijato (dois motores) do mundo. O modelo foi provisoriamente chamado de A300 (pela capacidade máxima estimada de assentos). O primeiro protótipo voou em 28 de outubro de 1972. Após a homologação pelas autoridades francesas e alemãs, em março de 1974, as primeiras unidades foram entregues à Air France, porém o objetivo era vender para o mundo, que tinha receio com aeronaves "exógenas" que não eram americanas, por isso, a Airbus tentou uma estratégia para ganhar reputação com as demais companhias aéreas, dando 4 A300 para uma grande empresa aérea dos Estados Unidos, a Eastern Air Lines, por 6 meses. Tempo suficiente para o avião convencer os executivos da Eastern a comprar 26 novos aviões por conta de sua grande eficiência, convencendo indiretamente que a aeronave era extremamente eficiente, dando reconhecimento e boa reputação ao A300.

## Variantes

### A300B1
Apenas duas aeronaves desta versão foram construídas, um protótipo e outra que foi usada pela Trans European Airways e repassada à Air Algérie seis semanas depois, continuou operando até 1990. A versão da Trans European Airways tinha capacidade para 300 passageiros, e o da Air Algérie de 323 passageiros, com apenas 50,97 m de comprimento.

### A300B2
Foi a primeira versão a ser produzida em larga escala, utilizava os mesmos motores do Boeing 747-100. Logo depois foi lançada uma versão com melhorias aerodinâmicas conhecida como A300B2-200, ou simplesmente, A300-200.

### A300B4

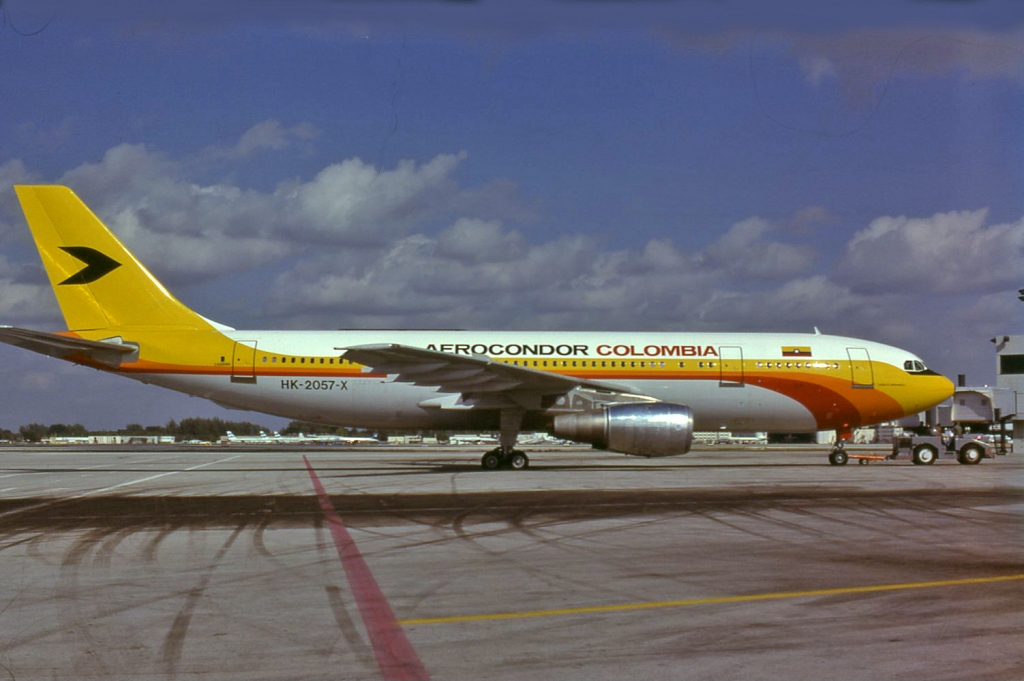
A300B4-2C da Aerocondor Colombia, 1977, o primeiro Airbus na América Latina. (1978 no Aeroporto Internacional de São Francisco)

Foi uma versão de maior alcance em relação a versão anterior.

### A300-600

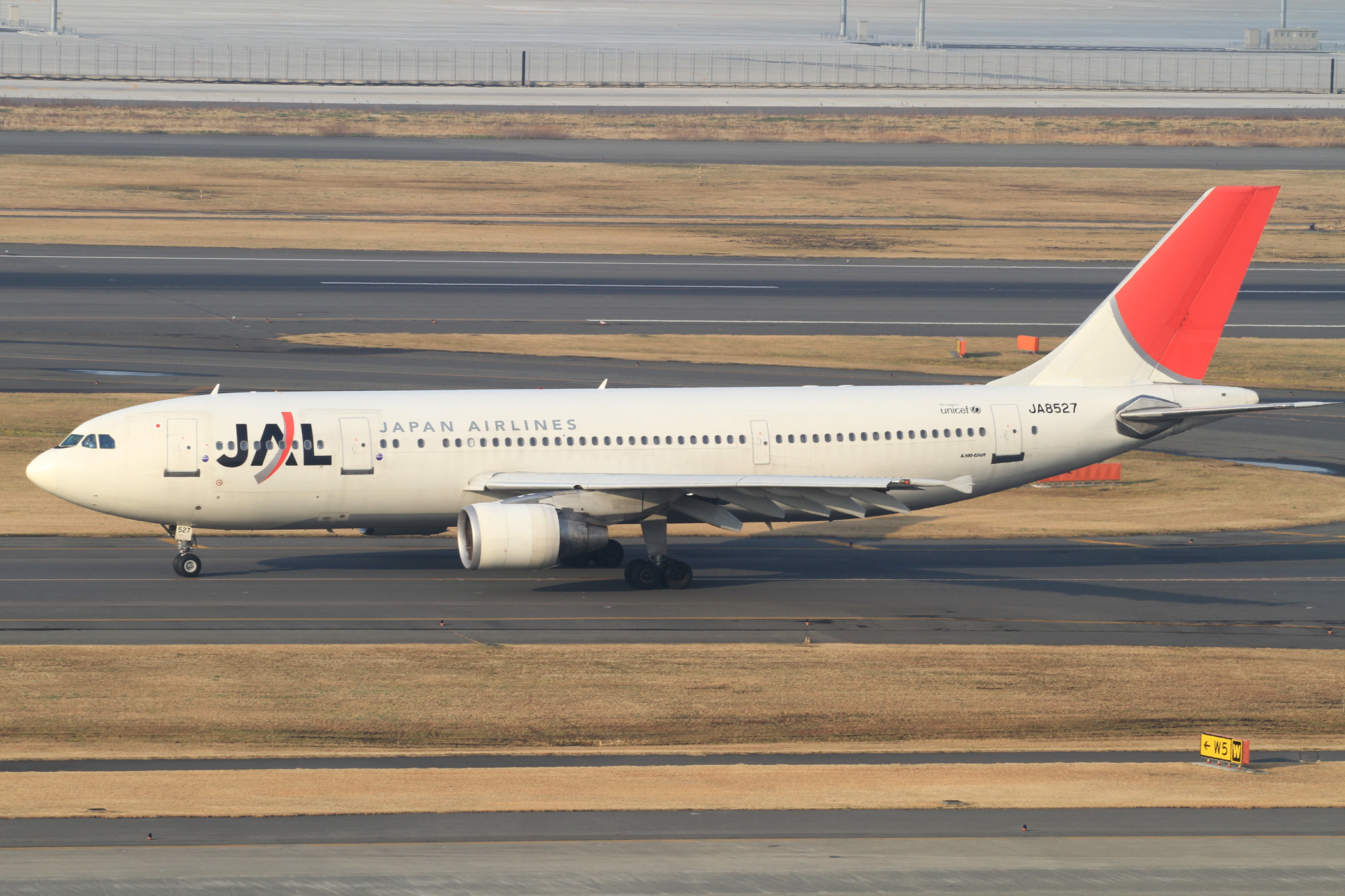
A300-600R da Japan Airlines.

Foi a última versão do modelo, lançado em 1980. A versão 600 foi fabricada em sua configuração básica, para 266 passageiros mais 32 900 libras de carga e autonomia de 7 700 km sem escalas tendo, segundo o fabricante, um custo operacional 9% mais baixo que seu imediato competidor da época Boeing 767. Como modificações, incorporou algumas melhorias aerodinâmicas e uso extensivo de compósitos na sua fabricação. O A300-600 tem a primazia de ser o primeiro jato comercial, depois do Concorde, a utilizar os sistemas de comando "fly-by-wire". A parte final da fuselagem também foi modificada, permitindo a inclusão de duas fileiras extras de assentos. Como último desenvolvimento da série, foi lançada a versão A300-600R, que possui tanques extras no estabilizador horizontal, maior alcance e cabine de comando dotada de EFIS. Além dos Pratt & Whitney PW JT9-7R4HI, PW4156 (A300-600) e PW4158 (A300-600R/C), a General Electric também fornece motores para estas versões: os GE CF6-50C2 (A300-600) ou CF6-80C2A5 (A300-600R/C). O modelo encontrou outro nicho nos últimos anos: a operação em transporte de carga. A UPS e Fedex são dois grandes clientes do tipo.

### Beluga
Também conhecido pelo modelo A300-600ST, é uma versão modificada do A300-600 para transporte de peças de aviões da Airbus.

### A300B10
Essa variação, posteriormente foi rebatizada como Airbus A310.

## No Brasil

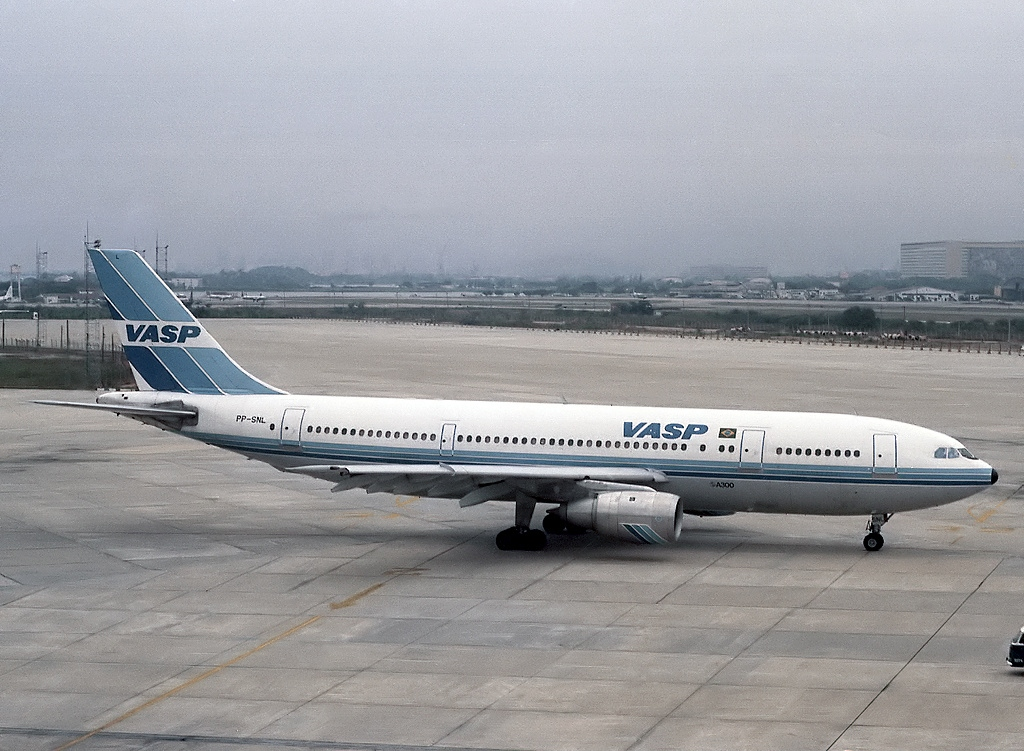
A300B2-200 da VASP.

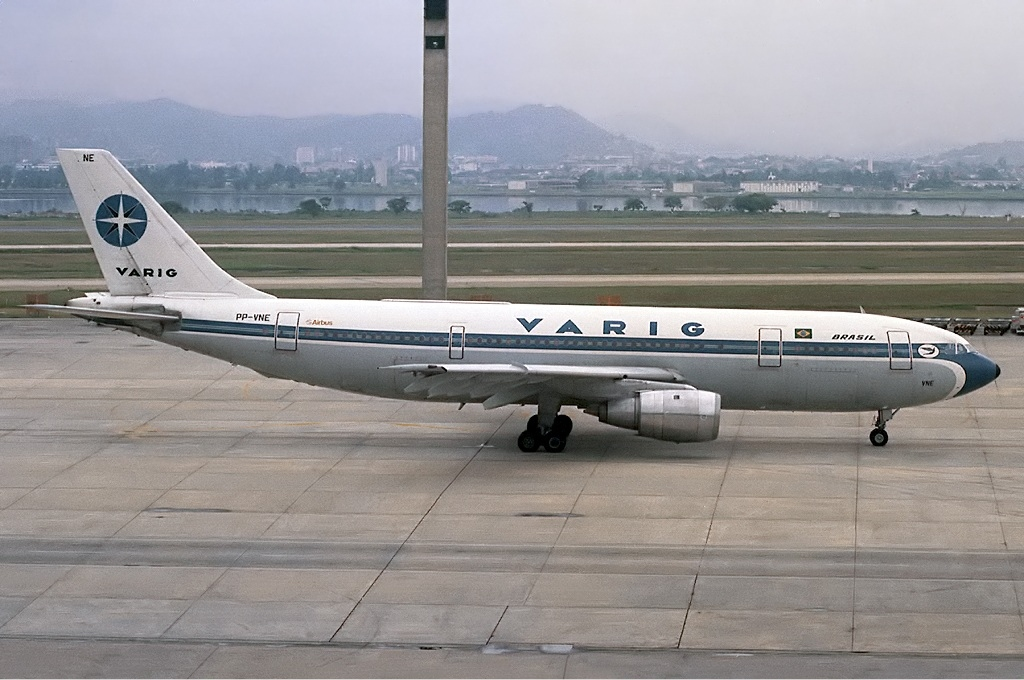
A300B4-200 da Varig.

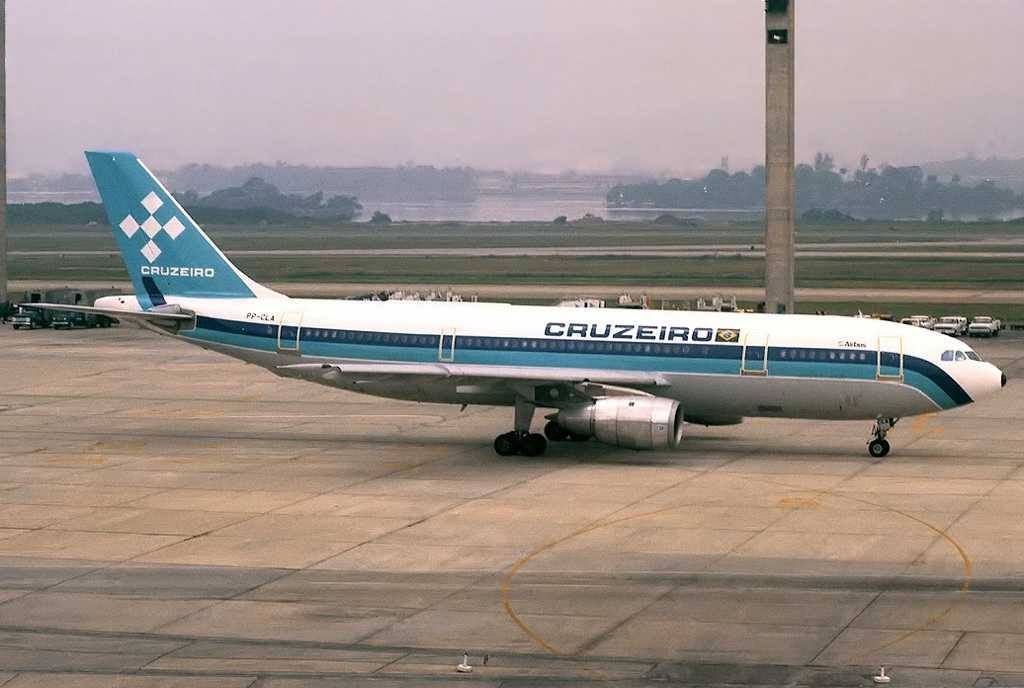
A300B4-200 da Cruzeiro.

A VARIG, Cruzeiro e VASP utilizaram o modelo A300B2 (VASP) e B4-200 (VARIG/Cruzeiro) em rotas nacionais e internacionais, com grande sucesso. A VARIG/Cruzeiro foi a pioneira no uso dessas aeronaves na América do Sul, em junho de 1980, voando inclusive para Miami via Belém, a VASP começou a operar o A300 B2 em 1982, o primeiro avião da VASP chegou ao Brasil em novembro de 1982 e fez muito sucesso na rota São Paulo - Brasília - Manaus. Hoje um único A300 da VASP, de prefixo PP-SNM que estava abandonado no Aeroporto de Guarulhos foi arrematado em um leilão promovido pelo Conselho Nacional de Justiça em 2013. O arrematante desistiu da compra. Foi realizado outro leilão, mas o novo comprador também desistiu ao verificar o sumiço de várias partes. No fim, por decisão judicial, o aparelho foi desmontado no próprio aeroporto.

## Especificações Técnicas
|                    | A300B2/B4                                               | Airbus A300-600                    |
| ------------------ | ------------------------------------------------------- | ---------------------------------- |
| Comprimento        | 53,60 m (176 ft)                                        | 54,10 m (177 ft)                   |
| Envergadura        | 44,84 m (147 ft)                                        | 44,84 m (147 ft)                   |
| Altura             | 16,53 m (54,2 ft)                                       | 16,54 m (54,3 ft)                  |
| Área alar          | 260 m² (2 800 ft²)                                      | 260 m² (2 800 ft²)                 |
| Motores/Empuxo     | 2x GE CF6-50 25,401 kgf (249 N)                         | 2x PW JT9-7R4HI 25,401 kgf (249 N) |
| Peso max. decol    | 142,000 kg (313 lb) (B2) / 157,000 kg (346 lb) (B4)     | 165,000 kg (364 lb)                |
| Vel. cruzeiro      | 890 km/h (481 kn)                                       | 889 km/h (480 kn)                  |
| MMO/VMO            | .82                                                     | .82                                |
| Alcance            | 2 700 km (1 460 m.n.) (B2) / 4 800 km (2 590 m.n.) (B4) | 5 371 km (2 900 m.n.)              |
| Tripulação técnica | 3                                                       | 2                                  |
| Passageiros        | 270                                                     | 267                                |
| Primeiro voo       | 28 de outubro de 1972                                   | 1984                               |
| Encomendados       | B1(2), B2(55), B4(201)                                  | 59                                 |
| Entregues          | B1(2), B2(55), B4(201)                                  | 273                                |
| Em operação        | B1(0), B2(18), B4(134)                                  | 273                                |
| Fontes             | civaviation.eu e Airliners.net                          | civaviation.eu e Airliners.net     |

## Galeria de fotos
- A300B2-100 Zero-G
- A300B4-200F da Air Macau